# Kanariegul nunneört
Kanariegul nunneört (Corydalis bracteata) är en vallmoväxtart som först beskrevs av Franz Stephani, och fick sitt nu gällande namn av Christiaan Hendrik Persoon. Enligt Catalogue of Life ingår Kanariegul nunneört i släktet nunneörter och familjen vallmoväxter, men enligt Dyntaxa är tillhörigheten istället släktet nunneörter och familjen vallmoväxter. Arten är reproducerande i Sverige. Inga underarter finns listade i Catalogue of Life.

## Bildgalleri

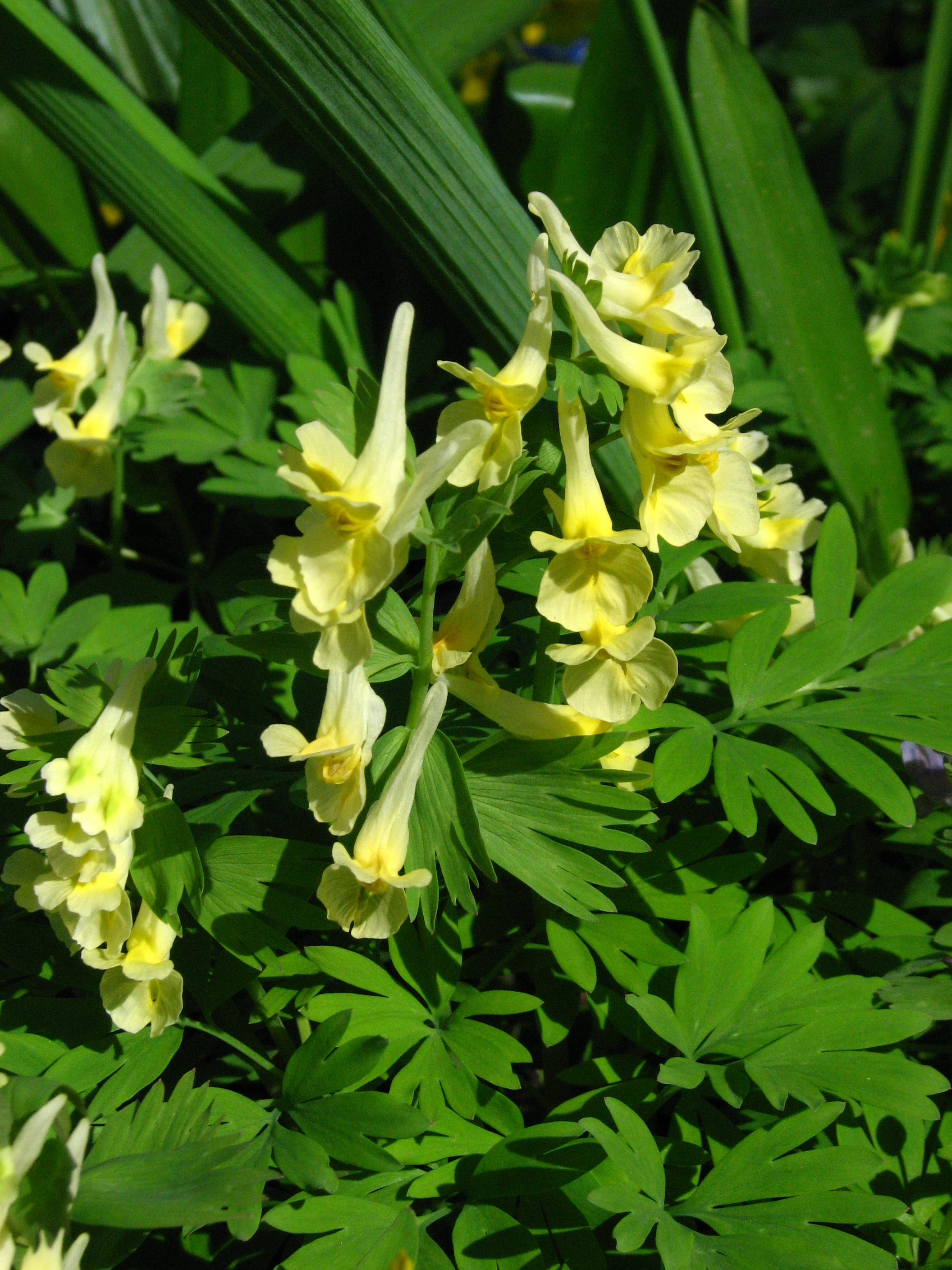